# بيت قيرة (شبام كوكبان)

تعديل مصدري - تعديل

بيت قيرة هي إحدى قرى عزلة ضلاع الأعلى بمديرية شبام كوكبان التابعة لمحافظة المحويت، بلغ تعداد سكانها 454 نسمة حسب تعداد اليمن لعام 2004.